# Park Narodowy Zatoki Botanicznej
Park Narodowy Zatoki Botanicznej (ang. Kamay Botany Bay National Park) – park narodowy w Sydney, w stanie Nowa Południowa Walia, w Australii. Położony jest nad Zatoką Botaniczną, około 14 km na południe od centrum biznesowego Sydney. Obejmuje obszar porośnięty buszem oraz pas wybrzeża przy którym wytyczono ścieżki i miejsca piknikowe dla turystów. Na terenie parku znajduje się również monument upamiętniający odkrycie zatoki przez Jamesa Cooka w 1770 roku. 

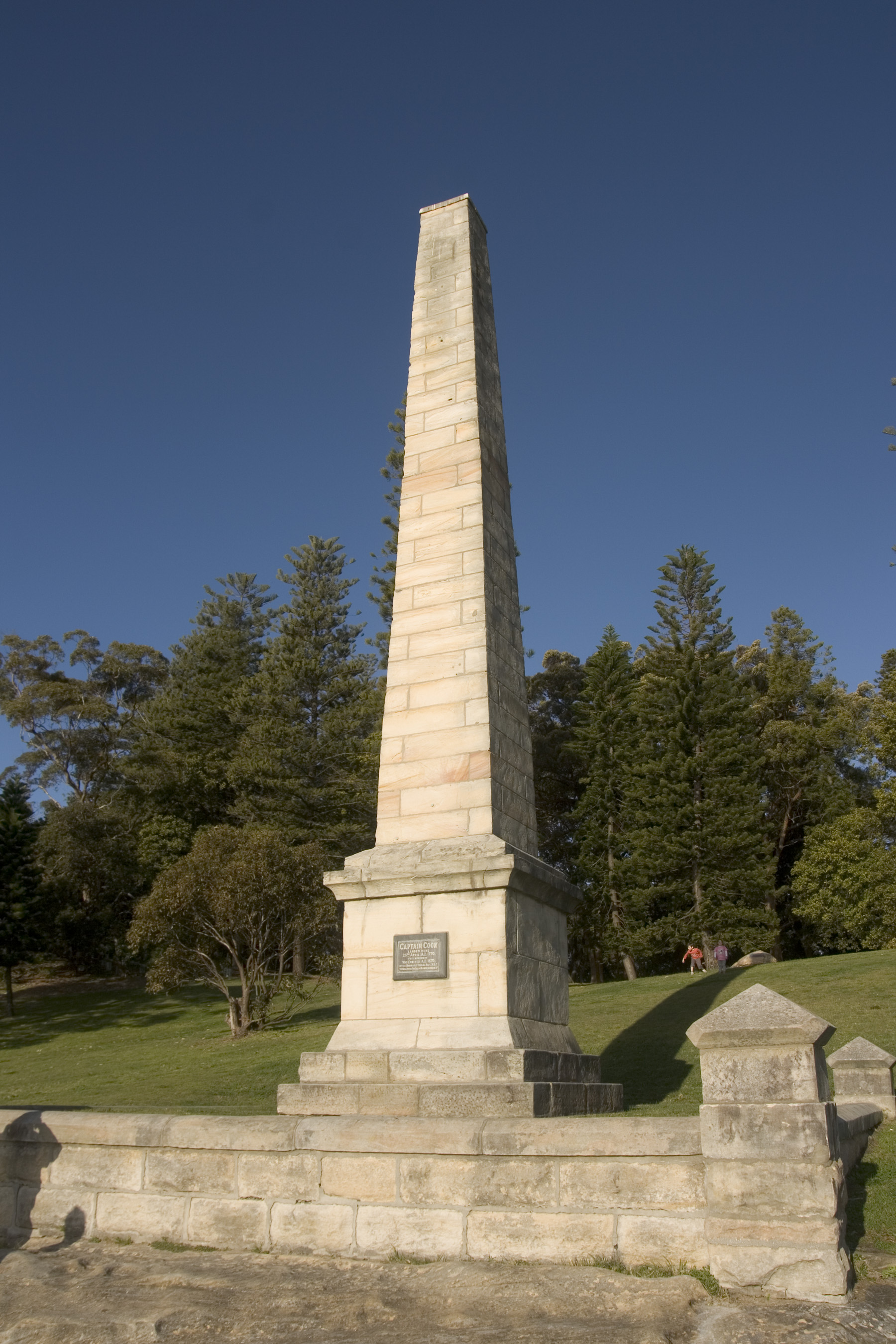
Monument upamiętniający odkrycie zatoki przez Jamesa Cooka